# 盧奕
盧 奕（ろ えき、生年不詳 - 天宝14載（755年））は、唐の玄宗朝の官僚。五姓の一の范陽盧氏の出身。宰相となった盧懐慎の子。安史の乱に際し、洛陽を守ったが、捕らえられ処刑された。子の盧杞は宰相となり徳宗に専任されたが、「その奸を覚えず」の奸臣として知られる。その一方で嫡孫は賢人として知られ、四代は『唐書』本伝に仔細が見える。

## 経歴
兄の盧奐とともに、名声を等しくし、眉目はすきとおりほがらかで、慎み深く、寡欲で意志が強かったと伝えられる。開元年間に、京兆司録参軍に任官し、天宝年間初めに鄠県県令となり、兵部郎中となった。歴任中、名声があり、その治績をたたえられた。
天宝8載（749年）、給事中に就任した。天宝11載（752年）、御史中丞となった。父の盧懐慎・兄の盧奐も御史中丞に就任したことがあり、その清廉さと節度は変わることがなかったため、時人にたたえられた。その後、洛陽に赴任し、武部選事を兼ねることとなった。
天宝14載（755年）、安史の乱が勃発し、洛陽に攻め込んできた。洛陽は落とされ、盧奕は妻子に印を持たせ、間道から長安に逃げさせた。その後、朝服を着て、役所に一人座り、そのまま捕らえられた。処刑の際に、安禄山の罪状を数え上げ、執行の直前に西に向かって再拝したため、安禄山陣営のものたちは顔色が変わったと伝えられる。河南尹の達奚珣は降伏したが、李憕・蔣清もともに捕らえられ、処刑された。
後に、礼部尚書を贈られ、「貞烈」と贈り名された。首級が平原郡に回されたとき、平原郡太守の顔真卿が顔面についた血をなめたと、後年おのれを陥れようとした盧杞に述懐している。

## 伝記資料
- 『旧唐書』巻百八十七下 列伝第百三十七下 忠義下「盧奕伝」
- 『新唐書』巻百九十一 列伝第百十六 忠義上「盧奕伝」
- 『資治通鑑』